# Abteikirche Marmoutier
Die Abteikirche Marmoutier (deutsch: Maursmünster) war die Kirche des Klosters Maursmünster und dient heute als römisch-katholische Pfarrkirche St-Martin von Marmoutier.

## Geschichte

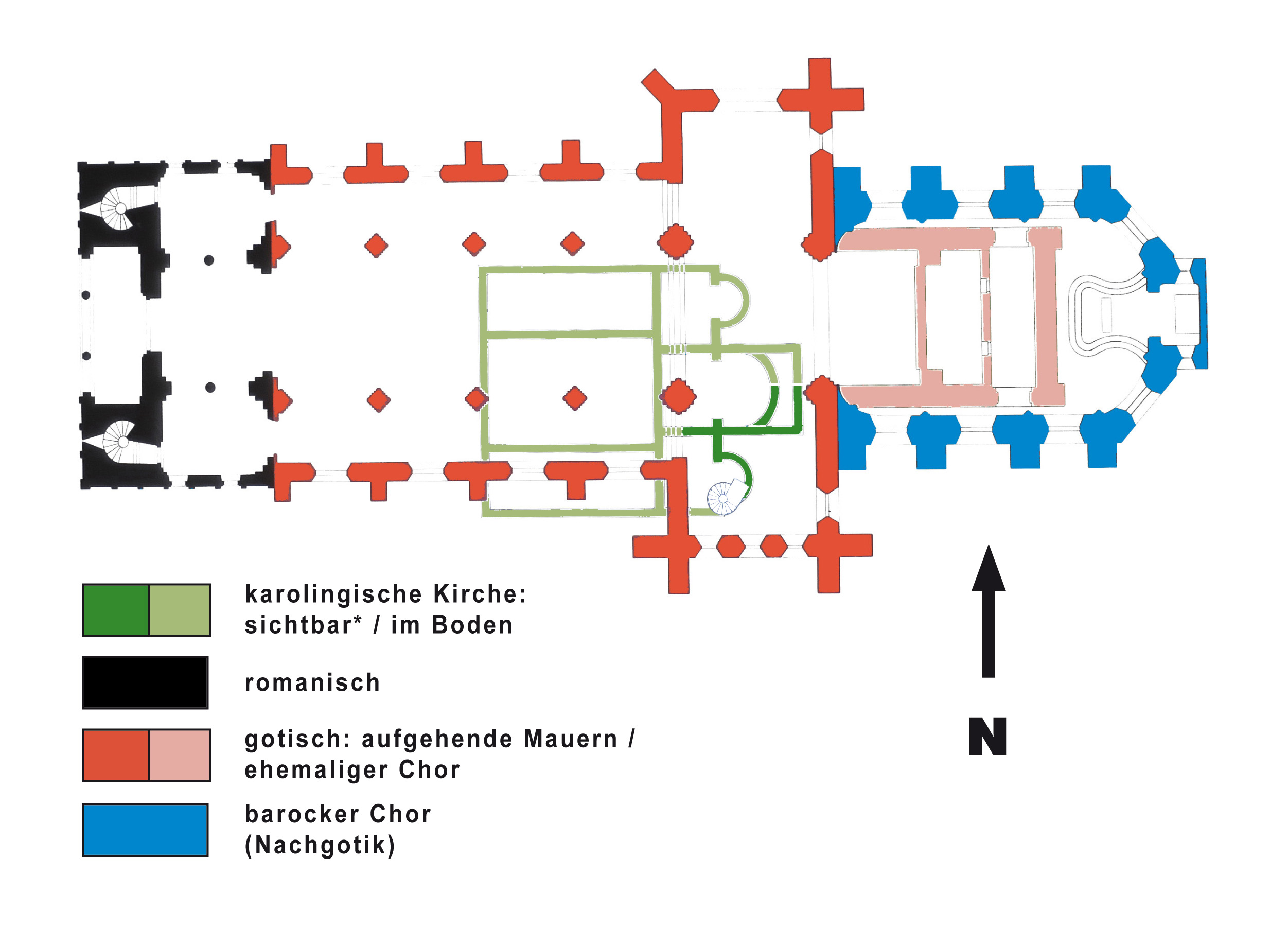
Bauphasenplan

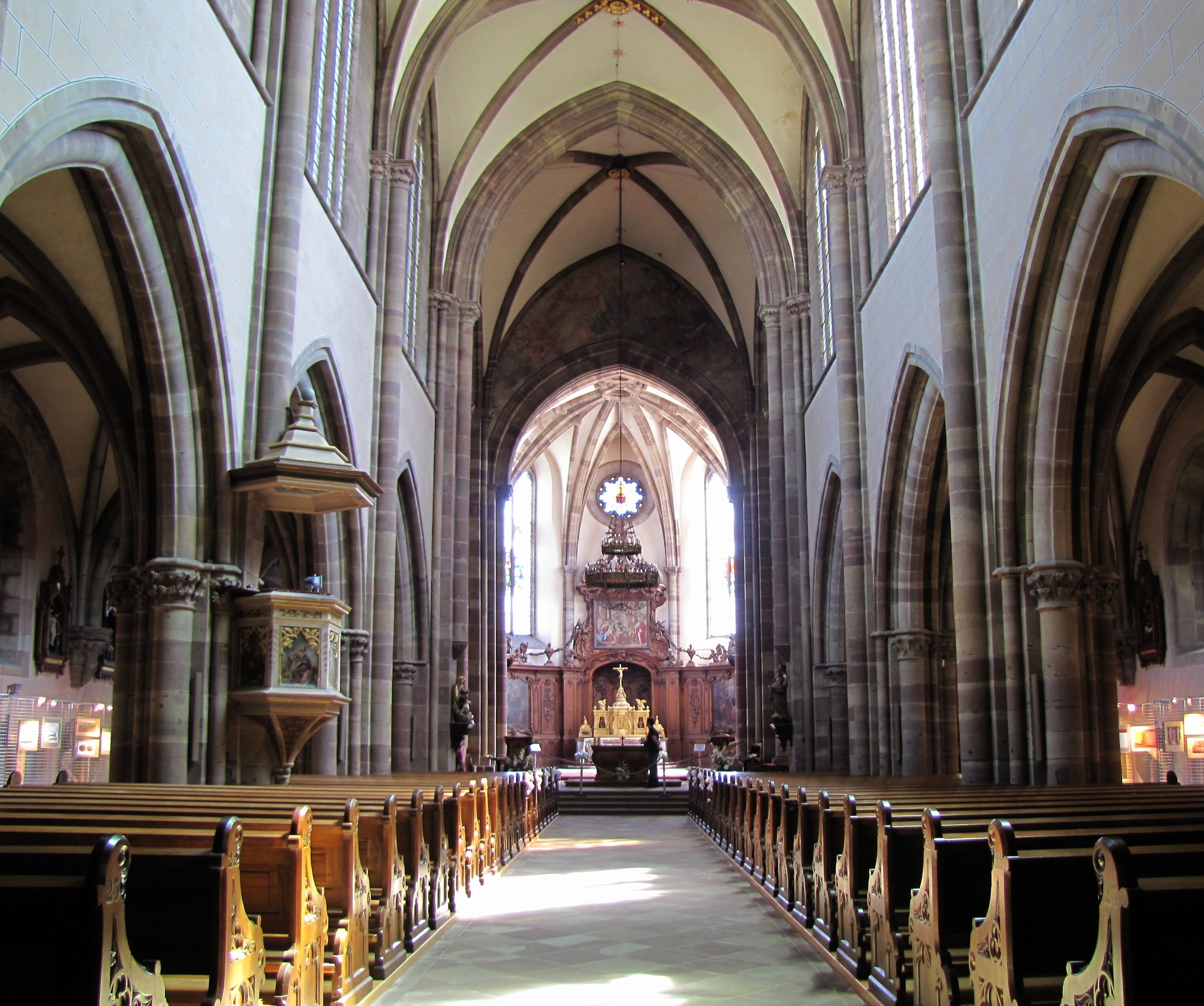
Kirchenschiff mit Blick gegen den Chor

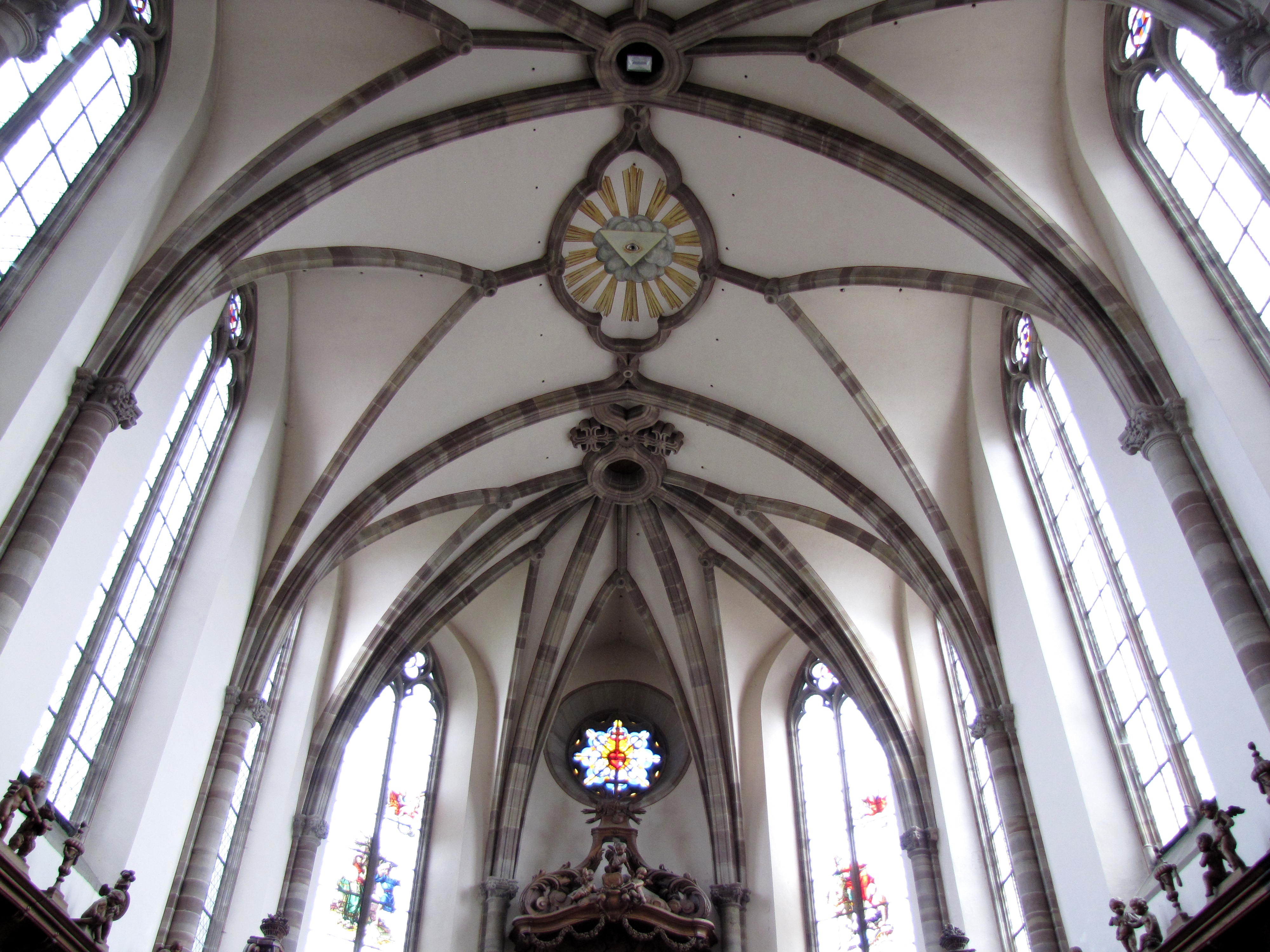
Nachgotischer Chor aus dem Barock

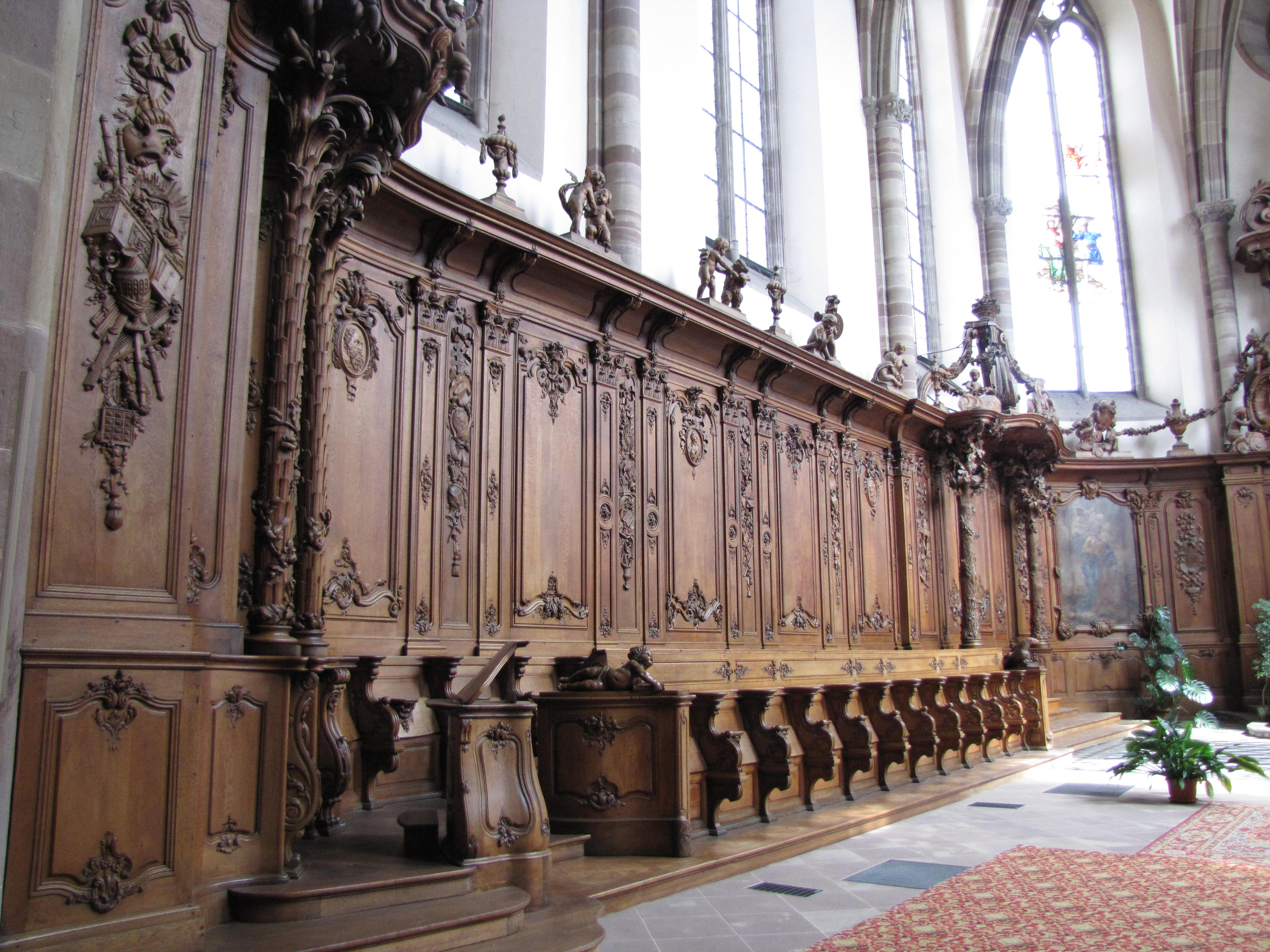
Chorgestühl

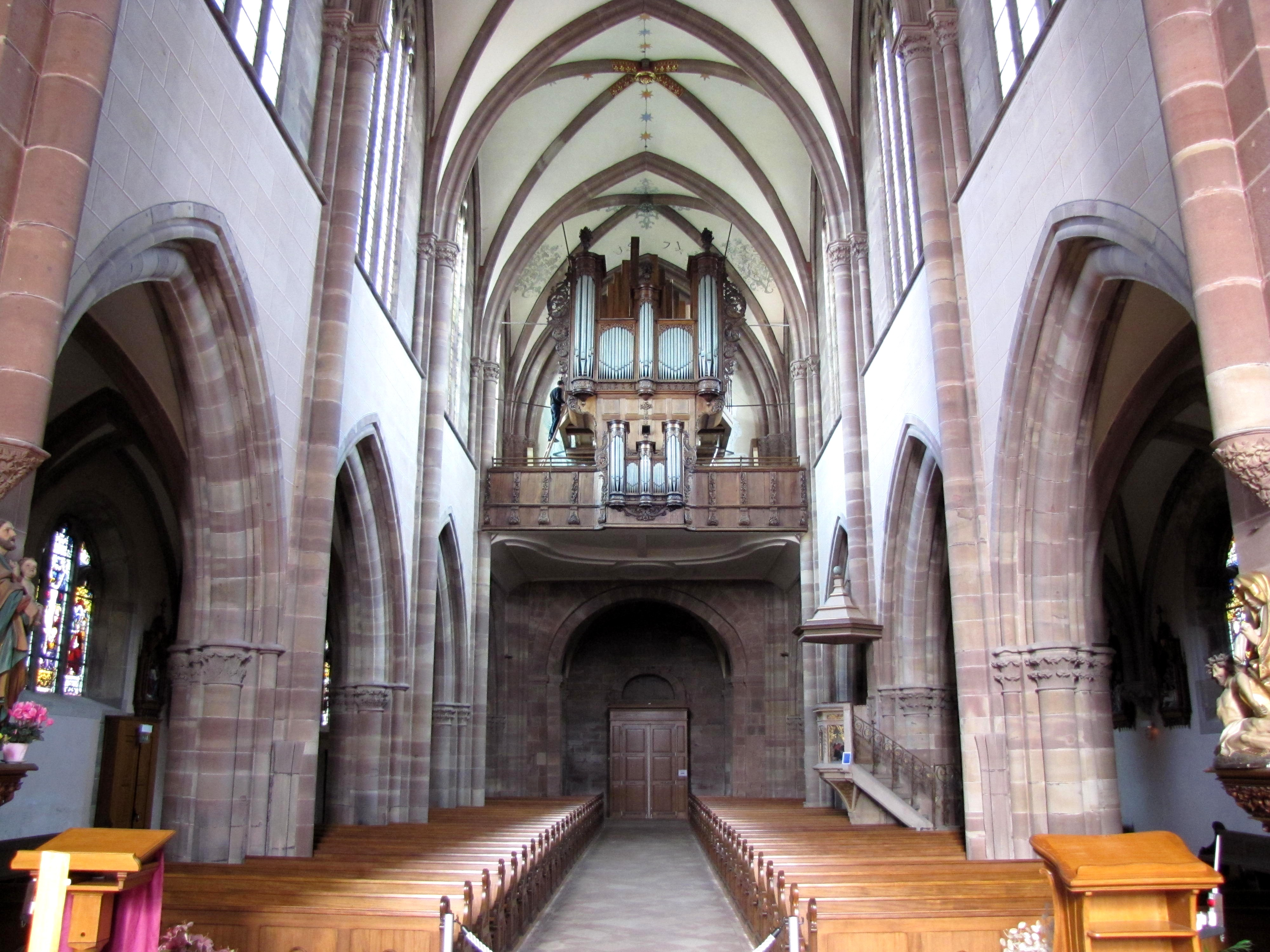
Kirchenschiff mit Blick zur Westempore

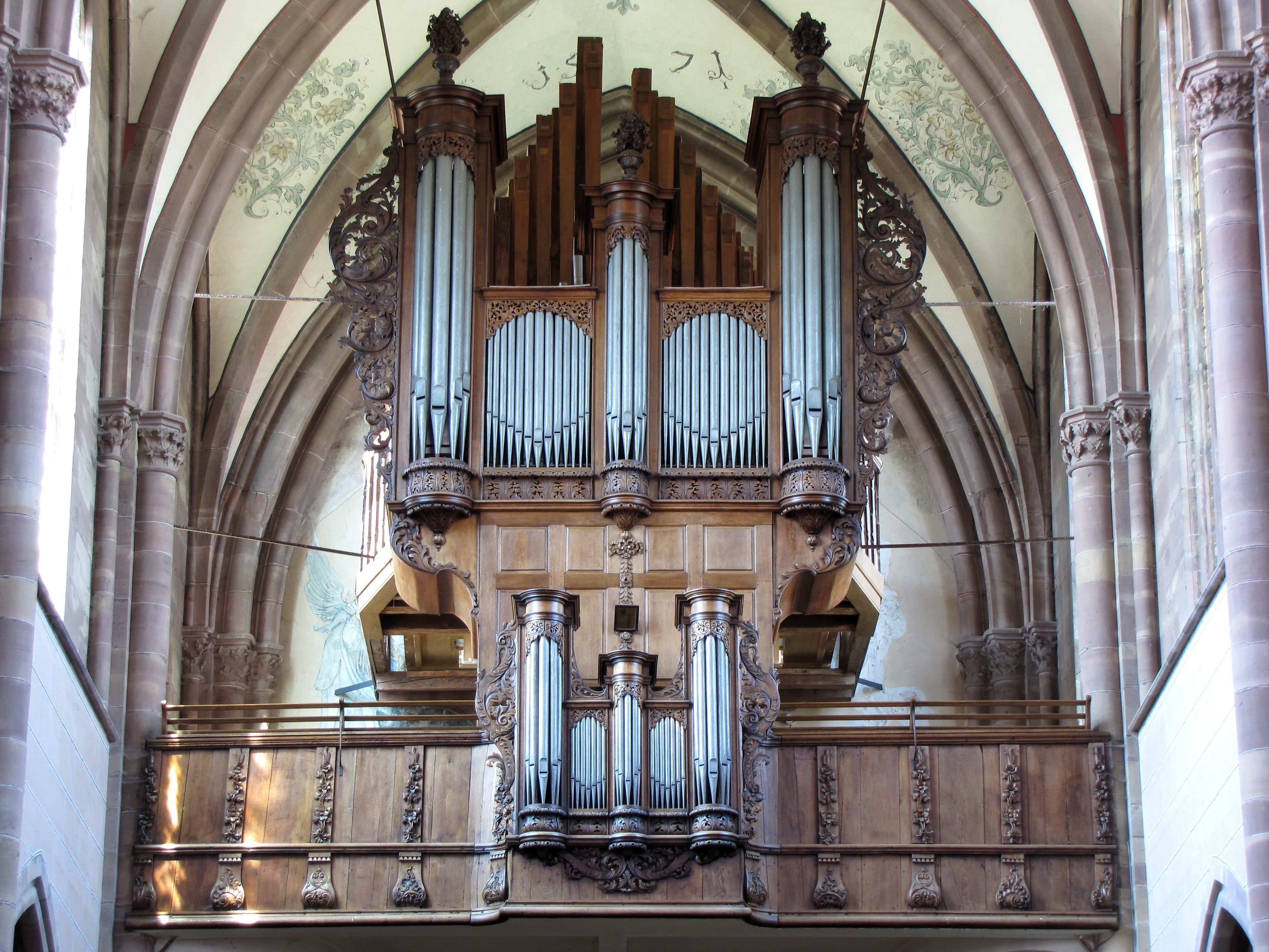
Orgelprospekt mit Rückpositiv

Das Kloster entstand im 7. Jahrhundert, die heutige Kirche war also nicht die erste, die hier stand. 827 und 950 brannten der Vorgängerbau oder die Vorgängerbauten ab. Der danach errichtete karolingische Kirchenbau war der unmittelbare Vorgänger der heutigen Kirche. In der Krypta sind Fundamente dieser karolingischen Kirche zu sehen.
Das romanische Westwerk stammt aus der Zeit um 1140/1150. Die Vorgängerkirche wurde, über Generationen und immer wieder unterbrochen, von West nach Ost fortschreitend durch die neue Kirche ersetzt.
Im Bauernkrieg (1525) und im Dreißigjährigen Krieg wurde das Kloster angegriffen, die Abteikirche blieb ohne größere Schäden.
Die 1788 geplante Ersetzung des romanischen Westwerks durch einen barocken Neubau kam nicht mehr zu Stande, weil die Französische Revolution ausbrach. Das Kloster wurde in der Folge aufgehoben.
Die Kirche ist seit 1840 ein gelistetes Kulturdenkmal (Monument historique).

## Gebäude

### Außen
Von der romanischen Architektur der Stiftskirche steht heute vor allem das Westwerk aus dem 12. Jahrhundert. In seinen Formen imitiert es ein karolingisches Westwerk. Die Fassade wird von drei Giebeln gekrönt und von zwei Türmen mit achteckigen Aufsätzen flankiert. Dazwischen erhebt sich, etwas zurückgesetzt, der 36 m hohe Hauptturm mit nahezu quadratischem Grundriss. Obwohl der Bau nur 20 m breit ist, macht er einen mächtigen Eindruck. Die Front mit ihrem reichen Figurenschmuck und der Säulen- und Bogenschmuck der Vorhalle zeugen von romanischer Bildhauerkunst. Die Kirche wird durch eine sich zum Vorplatz dreibogig öffnende Vorhalle betreten.
Die Außenlänge der Kirche beträgt insgesamt 74 m.

### Innen
Die Krypta ist nach archäologischen Grabungen modern ausgebaut. Fundamente des Vorgängerbaus wurden konserviert und eine Reihe von Bestattungen in situ erhalten.
Im Erdgeschoss des Westwerks befindet sich die schon erwähnte Eingangshalle und zum Hauptschiff hin eine dreischiffige zweite Halle, die sich zum Langhaus hin öffnet. Darüber lag eine Empore, die später durch eine massive Wand vom Kirchenschiff abgetrennt wurde.
Der Bau des Langhauses begann erst Jahrzehnte nachdem das Westwerk vollendet war; er dauerte etwa von 1225 bis 1235 und erfolgte in gotischen Formen. Es hat vier Joche und ist mit Rippengewölben geschlossen. Das Querhaus entstand in der zweiten Hälfte des 13. Jahrhunderts.
Der heutige Chor stammt von 1761 bis 1767. Er ersetzte einen gotischen und wurde in barocker Nachgotik errichtet. Nach Abschluss dieser Arbeiten wurde der Chor 1770 mit einem herausragenden Chorgestühl ausgestattet.

### Orgel
Die Orgel stammt aus der Werkstatt des Straßburger Orgelbauers Andreas Silbermann. Sie wurde in den Jahren 1709/1710 erbaut. Johann Andreas Silbermann besetzte 1746 die leergelassenen Stöcke (Cromorne, Echo- und Pedalregister). 1789 wurde das Instrument von seinem ursprünglichen Standort auf einem Lettner auf die Westempore versetzt. Dabei wurde das Pedalwerk 3 m höher gesetzt, wodurch die großen Pedalpfeifen hinter dem Hauptgehäuse sichtbar wurden.
Charles Wetzel setzte 1876 den Nazard im Positiv zu Flöte 4’ um und entfernte die Terz im Hauptwerk. 1915 wurde die Pedalklaviatur erneuert. Bei der Restaurierung 1955 durch die Orgelbauer Alfred Kern und Ernst Mühleisen wurden der Nazard zurückversetzt und eine neue Terz eingebaut. 2010 erfolgte eine erneute Restaurierung durch Quentin Blumenroeder.
Die Orgel hat im Laufe der Zeit nur kleinere Änderungen erfahren und zählt zu den am besten erhaltenen Orgeln der Barockzeit.
| I Positif de Dos C–c3 |                |        |
| 1.                    | Bourdon        | 8′     |
| 2.                    | Prestant       | 4′     |
| 3.                    | Nazard         | 2 ⁄3′  |
| 4.                    | Doublette      | 2′     |
| 5.                    | Tierce         | 1 3⁄5′ |
| 6.                    | Fourniture III |        |
| 7.                    | Cromorne       | 8′     |

| I Grand Orgue C–c3 |                |        |
| 8.                 | Bourdon        | 16′    |
| 9.                 | Montre         | 8′     |
| 10.                | Bourdon        | 8′     |
| 11.                | Prestant       | 4′     |
| 12.                | Nazard         | 2 ⁄3′  |
| 13.                | Doublette      | 2′     |
| 14.                | Tierce         | 1 3⁄5′ |
| 15.                | Cornet V ab c1 | 8′     |
| 16.                | Fourniture III |        |
| 17.                | Cymbale III    |        |
| 18.                | Trompette B+D  | 8′     |
| 19.                | Clairon B+D    | 4′     |
| 20.                | Voix humaine   | 8′     |

| III Echo c1–c3 |            |    |
| 21.            | Bourdon    | 8′ |
| 22.            | Prestant   | 4′ |
| 23.            | Cornet III |    |

| Pedale C-d1 |           |     |
| 24.         | Flûte     | 16′ |
| 25.         | Flûte     | 8′  |
| 26.         | Flûte     | 4′  |
| 27.         | Bombarde  | 16′ |
| 28.         | Trompette | 8′  |

- Koppel: Manualschiebekoppel
- Tremblant fort, Tremblant doux